# Hendrik Frensch Verwoerd
Hendrik Frensch Verwoerd (ur. 8 września 1901 w Amsterdamie, zm. 6 września 1966 w Kapsztadzie) – polityk południowoafrykański, premier Związku Południowej Afryki (1958–1961) oraz Republiki Południowej Afryki (1961–1966).
W wieku dwóch lat wyemigrował on wraz z rodzicami do Południowej Afryki. Studiował w Stellenbosch, później podróżował po Niemczech, Wielkiej Brytanii oraz USA. Po powrocie do kraju zaczął działać w Partii Narodowej. Po wygranych przez nią w 1948 roku wyborach objął tekę ministra ds. ludności tubylczej. Wówczas sformułował postulat "rozdzielonego rozwoju" ras zamieszkujących Południową Afrykę. Stał się on faktycznym "architektem apartheidu". Stworzył również ideę bantustanów. Jako przywódca partii, objął urząd premiera w roku 1958. Za jego rządów uchwalono wiele praw sankcjonujących politykę apartheidu, np. Akt o ustanowieniu samorządu ludności Bantu z 1960 roku, usuwający przedstawicieli ludności afrykańskiej z życia politycznego. W 1966 po raz kolejny został premierem. 6 września tegoż roku został zasztyletowany w budynku parlamentu w Kapsztadzie przez Dimitrisa Tsafendasa.